# Brouk a Babka (Liberec)
Obchodní dům Brouk a Babka v Pražské ulici v Liberci je funkcionalistická budova dokončená roku 1936. Šestipodlažní stavba s železobetonovou nosnou konstrukcí byla postavena na místě bývalého hostince Zur Sandwirt podle projektu Jana Gillara. Jedinečným rysem jsou téměř nedotčené interiéry zachované včetně části původního mobiliáře. Obchodní dům je zapsán v Ústředním seznamu kulturních památek ČR.

## Historie

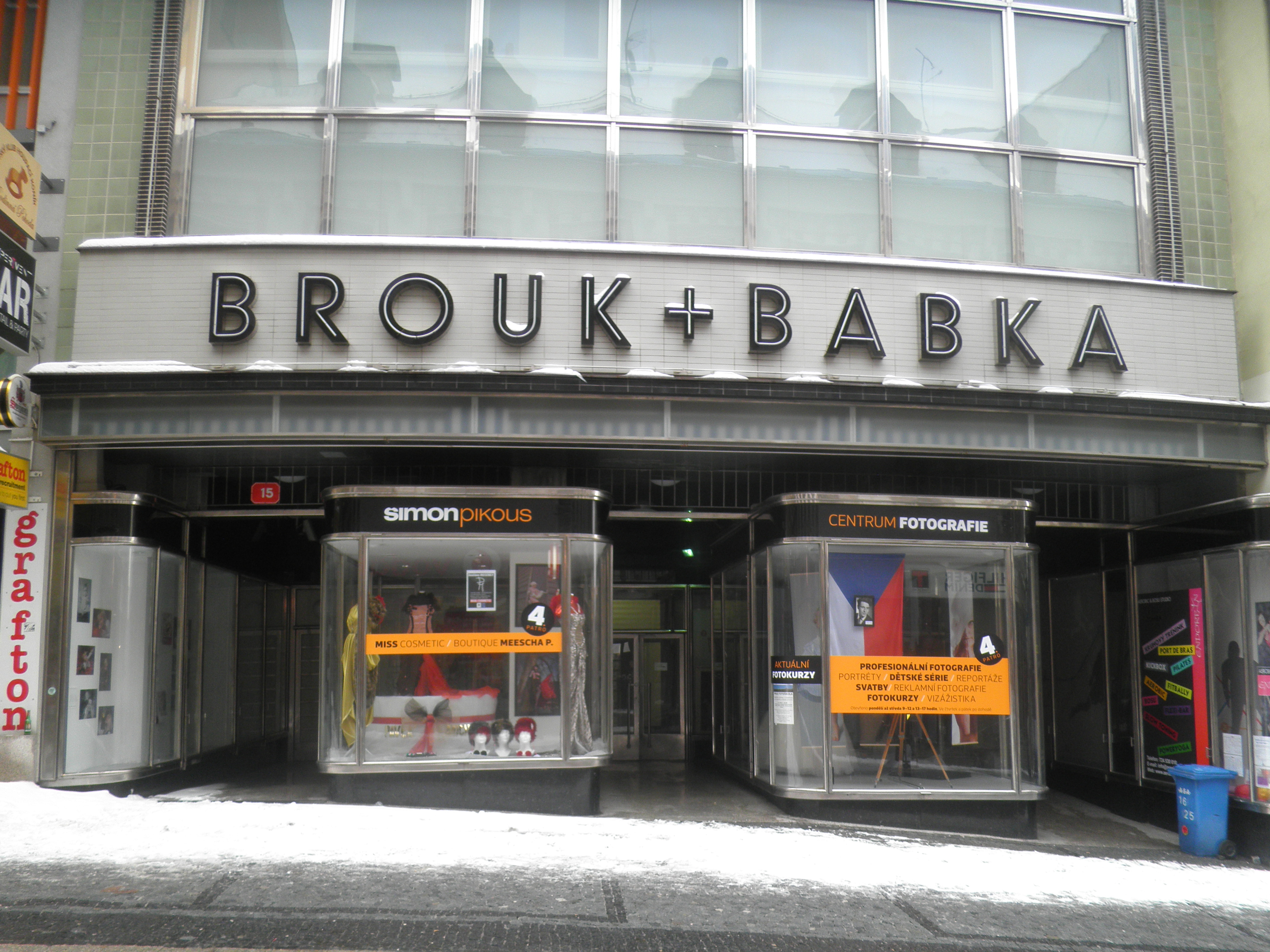
Brouk+Babka (2013)

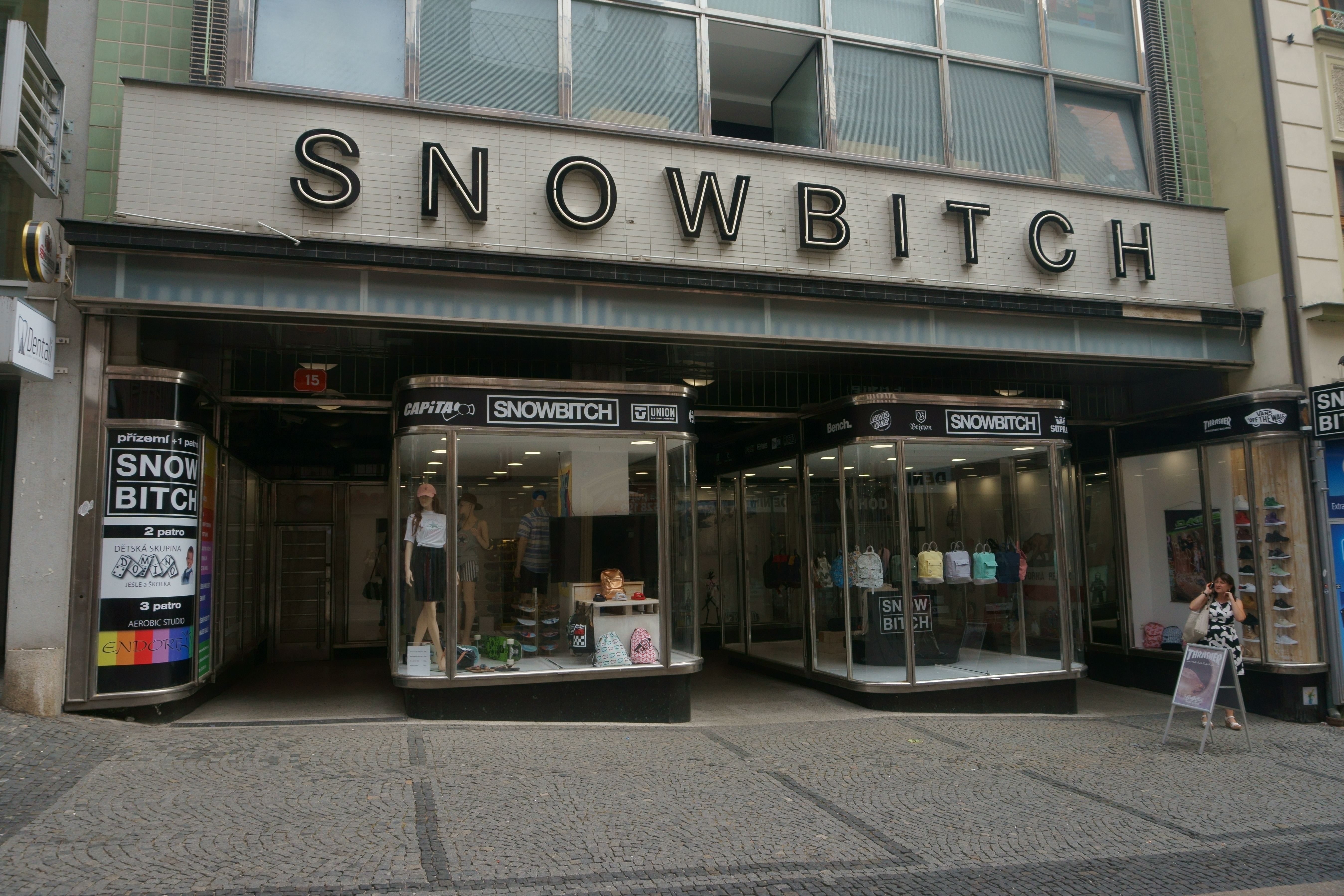
Snowbitch (srpen 2018)

Dům od svého vzniku funguje nepřetržitě, ačkoli jeho lesk postupně upadal. Před rokem 2008 jej nechala citlivě zrekonstruovat společnost Severocentrum, která nechala na průčelí domu navrátit i původní název Brouk+Babka, který zmizel v době socialismu, kdy se dům jmenoval Jiskra. Při rekonstrukci byla zachována původní podoba vstupní pasáže a čelní prosklení do ulice. Dům byl doplněn o moderní vzduchotechniku a byly dodány i tři nové výtahy. Kromě obchodních prostor se v domě nachází kanceláře, dětská skupina a dva byty v posledním poschodí.

### Sporný nápis
V roce 2017 koupila dům firma Snow City, která nechala odstranit původní neonový nápis Brouk+Babka na hlavním průčelí budovy a nahradila jej názvem svého obchodu Snowbitch. Tato změna, která nebyla předem konzultována s památkáři, vyvolala silné pobouření ze stran odborníků i veřejnosti. Památkový úřad se vyjádřil, že bude požadovat okamžitý návrat do původního stavu. 
Firma svůj počin zdůvodnila potřebou mít na budově svůj obchodní název. Kritice se ovšem nelíbí, že název obsahuje vulgarismus. Snowbitch je slangový název pro snowboard, který se ujal v 90. letech a z angličtiny by se dal volně přeložit jako „sněhová čubka“. Proti tomu se firma obhajuje, že jde o slangový název pro fenu a kdyby to byla vulgarita, nemohla by být zaregistrována. Proces odstranění nápisu se ovšem ukázal být velmi zdlouhavý a problematický. Teprve v roce 2021 soud rozhodl o odstranění nápisu a návratu k tomu původnímu. Obchod Snowbitch mezitím skončil.
Dne 10. října 2022 se na fasádu obchodního domu opět vrátil původní zeleně svítící nápis Brouk+Babka.